# Кубинска жаба
Кубинските жаби (Peltophryne empusa) са вид земноводни от семейство Крастави жаби (Bufonidae).
Срещат се в по-голямата част от Куба.
Таксонът е описан за пръв път от американския палеонтолог Едуард Дринкър Коуп през 1862 година.